# Tropaeolum hirtifolium
Tropaeolum hirtifolium är en krasseväxtart som beskrevs av D. K.Hughes. Tropaeolum hirtifolium ingår i släktet krassar, och familjen krasseväxter. Inga underarter finns listade i Catalogue of Life.